# Hans Kelsen
Hans Kelsen (ur. 11 października 1881 w Pradze, Austro-Węgry, zm. 19 kwietnia 1973 w Berkeley, Kalifornia, Stany Zjednoczone) – austriacki prawnik i filozof prawa, przedstawiciel normatywizmu, twórca koncepcji „czystej teorii prawa” (Reine Rechtslehre).

## Życiorys
Od 1883 mieszkał z rodziną w Wiedniu. Studiował prawo na Uniwersytecie Wiedeńskim, w 1906 obronił doktorat, w 1911 habilitował się. Od 1919 był profesorem prawa publicznego i administracyjnego na Uniwersytecie Wiedeńskim, pracował nad projektem konstytucji austriackiej z 1920, został mianowany dożywotnim członkiem Trybunału Konstytucyjnego. Zmiana klimatu politycznego i antysemicka nagonka doprowadziła jednak do usunięcia Kelsena w 1930. Przeprowadził się wówczas na Uniwersytet w Kolonii. Po dojściu do władzy Hitlera w 1933 przeniósł się do Genewy. W latach 1936–1938 Kelsen był jeszcze krótko profesorem na Uniwersytecie Niemieckim w Pradze. W 1940 emigrował do USA, gdzie pozostał do końca życia. Był m.in. profesorem Uniwersytetu Kalifornijskiego w Berkeley.t

## Koncepcja „czystej teorii prawa”
Punktem wyjścia teorii Kelsena jest radykalny rozdział prawa i moralności, oraz prawa i faktu. Granice tego drugiego rozróżnienia wyznacza dualizm bytu (Sein) i powinności (Sollen), gdzie prawo mieści się w sferze powinności. Za mieszanie tych sfer Kelsen krytykował pozytywizm prawniczy.
O powinnościach wypowiada się za pomocą norm, które są specyficznym konstruktem językowym wyrażającym powinność. Tym samym norma jest podstawowym elementem prawa.
Normy nie można ostatecznie dookreślić bez pojęcia systemu prawnego. Norma prawna nie może znajdować się poza systemem normatywnym, dlatego aby stwierdzić, że norma obowiązuje, należy wykazać, że należy ona do systemu.
Kelsen opracował trzy koncepcje systemu: statycznego, dynamicznego i mieszanego. Wszystkie łączy ujmowanie systemu jako całości hierarchicznej, autonomicznej, uporządkowanej, zamkniętej jedną normą najwyższą. W systemie statycznym powiązania między normami mają charakter inferencyjno-treściowy: z treści normy bezpośrednio wyższej wyprowadzić można treść normy niższej. Normą najwyższą jest ta, którą uznajemy za oczywistą, której przypisujemy najwyższą wartość. W systemie dynamicznym relacje między normami mają charakter formalno-kompetencyjny: norma bezpośrednio wyższa jest formalną podstawą obowiązywania normy niższej, czyli zawiera kompetencję do jej wydania. Normą najwyższą jest norma podstawowa (Grundnorm), którą Kelsen określa jako „czysto pomyślaną lub sfingowaną”; jest ona transcendentalno-logicznym domknięciem systemu.
Hans Kelsen odrzuca podstawową tezę pozytywistycznej doktryny Austina mówiącej o tym, że prawo jest rozkazem władzy państwowej. Norma prawna obejmuje jedynie pewien stan rzeczy porządkiem prawnym. Mówimy więc o formalnym charakterze aktu prawnego. Czysta nauka prawa może zajmować się tylko formą prawnego zjawiska. Treść, strona historyczna czy też polityczna leży w gestii socjologa badającego prawo.

## Dzieła
- Podstawowe zagadnienia nauki prawa państwowego (1911)
- O istocie i wartości demokracji (1920)
- Czysta teoria prawa (1934)